# Suppijoki
Suppijoki (Samisch: Suhpejohka) is een rivier die stroomt in de Finse gemeente Enontekiö in de regio Lapland. De rivier ontwatert het meer Suppijärvi en stroomt van daaruit naar het zuiden. Na 8260 meter stroomt ze de Könkämärivier in. Ze behoort tot het stroomgebied van de Torne. 
Afwatering: Suppijoki → Könkämärivier →  Muonio →  Torne → Botnische Golf